# Trichomalus
Trichomalus är ett släkte av steklar som beskrevs av Thomson 1878. Trichomalus ingår i familjen puppglanssteklar.

## Dottertaxa tillTrichomalus, i alfabetisk ordning[1][2]
- Trichomalus acuminatus
- Trichomalus alonsoi
- Trichomalus annulatus
- Trichomalus apertus
- Trichomalus bracteatus
- Trichomalus campestris
- Trichomalus cardui
- Trichomalus conifer
- Trichomalus coryphe
- Trichomalus cupreus
- Trichomalus curtus
- Trichomalus deiphon
- Trichomalus elongatus
- Trichomalus eurypon
- Trichomalus flagellaris
- Trichomalus frontalis
- Trichomalus fulvipes
- Trichomalus germanus
- Trichomalus gracilicornis
- Trichomalus gynetelus
- Trichomalus habis
- Trichomalus helvipes
- Trichomalus inscitus
- Trichomalus kannurensis
- Trichomalus keralensis
- Trichomalus lepidus
- Trichomalus lonchaeae
- Trichomalus lucidus
- Trichomalus nanus
- Trichomalus norvegicus
- Trichomalus oxygyne
- Trichomalus perfectus
- Trichomalus pexatus
- Trichomalus pherospilus
- Trichomalus pilosus
- Trichomalus placidus
- Trichomalus posticus
- Trichomalus repandus
- Trichomalus robustus
- Trichomalus rufinus
- Trichomalus rugosus
- Trichomalus statutus
- Trichomalus sufflatus
- Trichomalus tenellus